# Santi Ambrogio e Carlo al Corso
Santi Ambrogio e Carlo al Corso, vanligtvis benämnd San Carlo al Corso, är en kyrkobyggnad och mindre basilika i Rom, helgad åt de heliga Ambrosius av Milano och Carlo Borromeo. Kyrkan är belägen vid Via del Corso i Rione Campo Marzio och tillhör församlingen San Lorenzo in Lucina. Santi Ambrogio e Carlo al Corso är lombardernas kyrka i Rom.
Det tredje sidokapellet på vänster hand – Cappella di Sant'Olaf – är invigt åt Olof den helige och utgör nationalhelgedom för Norges katoliker i Rom.

## Historia
Santi Ambrogio e Carlo, som började uppföras 1612, ersatte kyrkan San Nicola de Tofo, vilken 1471 hade förlänats av påve Sixtus IV åt den lombardiska kommuniteten i Rom. Onorio Longhi var kyrkans förste arkitekt; han avlöstes senare av sin son Martino Longhi den yngre. Kupolen ritades av Pietro da Cortona och restes 1668. Fasaden med sin kolossalordning är ett verk av Giovanni Battista Menicucci (död 1690) och Fra Mario da Canepina; kardinal Luigi Omodei skall ha varit involverad i dess utformning.

## Interiör
Interiören uppvisar en överdådig stuckutsmyckning, utformad av Pietro da Cortona. Högaltarmålningen utfördes av Carlo Maratta och framställer De heliga Ambrosius och Carlos förhärligande. Långhusets takfresk framställer De upproriska änglarnas fall och är utförd av Giacinto Brandi 1677–1679.
I det så kallade vinterkoret finns Borgognones Korsfästelsen.
Ett oratorium – Oratorio di Sant'Ambrogio – är beläget i anslutning till kyrkan. Dess altaruppsats utgörs av Nedtagandet från korset av Tommaso della Porta.

## Titelkyrka
Kyrkan stiftades som titelkyrka av påve Urban VIII år 1627, men avskaffades redan år 1639.
Kardinalpräster
- Desiderio Scaglia (1627–1639)

Kyrkan gjordes på nytt till titelkyrka av påve Paulus VI år 1967.
Kardinalpräster
- Angelo Dell'Acqua (1967–1972)
- Ugo Poletti (1973–1997)
- Dionigi Tettamanzi (1998–2017)

## Bilder
| - Kupolen, ritad av Pietro da Cortona. - Högaltaret. - Takfresken, utförd av Giacinto Brandi. - Relikvarium med den helige Carlo Borromeos hjärta. |